# Ciro in Babilonia
Ciro in Babilonia ossia La caduta di Baldassare er en opera i to akter af Gioachino Rossini til en libretto af Francesco Aventi. Den blev uropført på Teatro Comunale i Ferrara under fasten i 1812. Den nøjagtige dato for premieren er ukendt, men den menes at være den 14. marts. Under fasten var det skik for italienske operahuse enten at lukke eller at opføre sceniske værker med temaer fra Bibelen. Ciro in Babilonia er en af to operaer af Rossini skrevet til fastetiden (sammen med Mosè in Egitto) og er baseret på den bibelske historie om den babylonske konge Belshassar der blev væltet af den persiske hersker Cyrus den Store. 

## Roller
| Rolle                                        | Stemmetype  | Originalbesætning, 14. marts (?) 1812 (Dirigent: -) |
| -------------------------------------------- | ----------- | --------------------------------------------------- |
| Baldassare, konge af Assyrien                | Tenor       | Eliodoro Bianchi                                    |
| Ciro, konge af Persien                       | Alt         | Marietta Marcolini                                  |
| Almira, Ciros hustru, fængslet af Baldassare | Sopran      | Elisabetta Manfredini-Guarmani                      |
| Argene, Almiras fortrolige                   | Mezzosopran | Anna Savinelli                                      |
| Zambri, babylonsk prins                      | Bas         | Giovanni Layner                                     |
| Arbace, kaptajn i Baldassares hær            | Tenor       | Francesco Savinelli                                 |
| Daniello, profet                             | Bas         | Giovanni Fraschi                                    |

## Eksterne links
- Libretto
- Diskografi